# Eodorcadion gansuense
Eodorcadion gansuense là một loài bọ cánh cứng trong họ Cerambycidae.